# Barylestis saaristoi
Barylestis saaristoi là một loài nhện trong họ Sparassidae.
Loài này thuộc chi Barylestis. Barylestis saaristoi được Peter Jäger miêu tả năm 2008.